# Zeria loveridgei
Espèce
Synonymes
- Solpuga loveridgei Hewitt, 1925

Zeria loveridgei est une espèce de solifuges de la famille des Solpugidae.

## Distribution
Cette espèce se rencontre au Kenya, en Ouganda, en Éthiopie et en Somalie.

## Description
Le mâle décrit par Roewer en 1933 mesure 33 mm et les femelles de 33 à 36 mm.

## Étymologie
Cette espèce est nommée en l'honneur d'Arthur  Loveridge.

## Publication originale
- Hewitt, 1925 : Descriptions of some African Arachnida. Records of the Albany Museum, vol. 3, p. 277-299.